# Priceless (Frankie J)
Priceless è il quinto album del cantante messicano Frankie J, pubblicato il 17 ottobre 2006.
Dall'album sono stati estratti i singoli "That Girl" (25 luglio 2006), "Daddy's Little Girl" (20 ottobre 2006), "If He Can't Be" (20 febbraio 2007).

## Tracce
1. That Girl – 3:59
2. Priceless – 4:42
3. Never Let You Down – 4:19
4. Daddy's Little Girl – 4:14
5. If He Can't Be – 4:26
6. Say Something – 3:54
7. Hurry Up – 3:31
8. Is This What You Call Love? – 4:10
9. Top of the Line – 3:18
10. Dance – 3:24
11. Still – 4:22
12. I Ain't Trippin – 3:36